# 백귀야행 회권
《백귀야행 회권》(百鬼夜行絵巻 햑키야교우에마키[*])은 일본 에마키모노의 한 장르이다. "회권"이란 "두루마리"라는 뜻이며, 말 그대로 백귀야행의 꼴을 묘사한 두루마리 그림의 총칭이다. 명칭은 현대의 연구자들이 붙인 것으로, 당대에 이런 이름으로 불린 것은 아니다.

백귀야행 회권의 예시.